# Nanjing Road

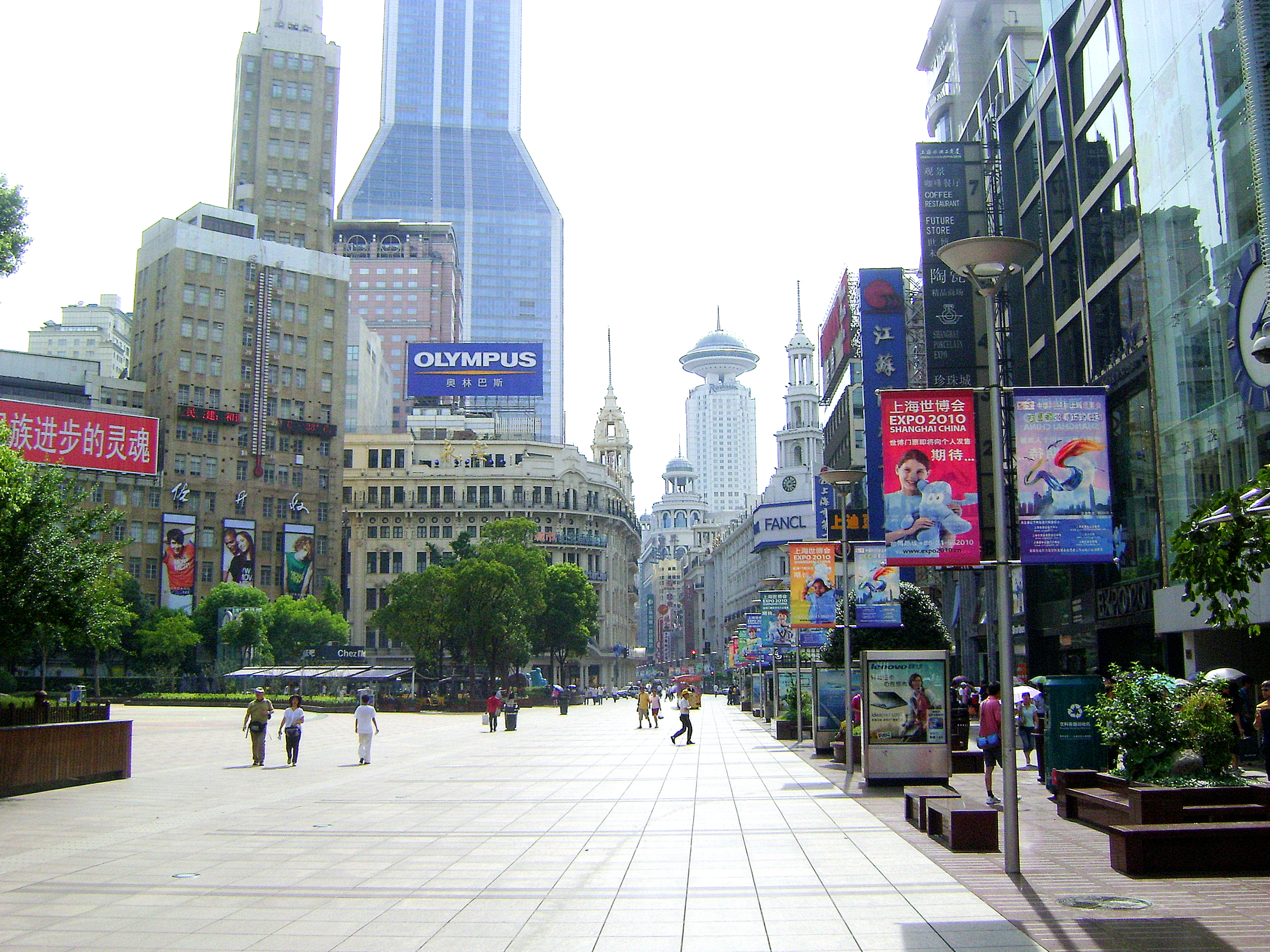
Nanjing Lu

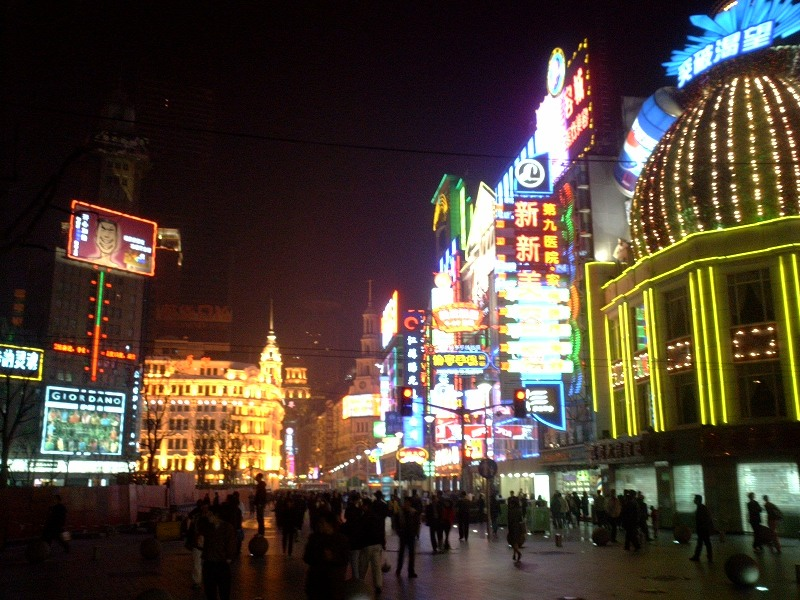
Nanjing Lu 's nachts

Nanjing Road is de belangrijkste winkelstraat van Shanghai en een van de drukste winkelstraten ter wereld. Het oostelijke deel van de straat is voetgangersgebied geworden na te zijn herontworpen door een Franse architect.
De straat loopt vanaf de Bund naar het Volksplein. Vanaf daar gaat de straat verder tot aan de Jing'antempel, maar dit laatste deel is ook gewoon toegankelijk voor gemotoriseerd verkeer.
Over de gehele straat, maar met name het voetgangersgebied, zijn zeer veel winkelcentra en restaurants te vinden.
Metrostations in de straat zijn Jing'an Temple, West Nanjing Road, People's Square en East Nanjing Road, allemaal gelegen aan lijn 2. Hiermee is dit de straat met de meeste metrostations in Shanghai samen met Century Avenue in Pudong.